# 紅胡蒂爾站
紅胡蒂爾站（羅馬化：Chervonyi Khutir,  （ⓘ））是基輔地鐵瑟雷茨-佩切拉線的車站，開通於2008年5月23日。現在紅胡蒂爾站是瑟雷茨-佩切拉線最東端的車站。

## 外部連結
- Photographs of station's construction （俄文）
- Opening of the station （乌克兰語）